# 坂上真琴
坂上 真琴（さかがみ まこと）は、日本の元AV女優。
身長:159cm。スリーサイズ:B86・W56・H84。

## 略歴・人物
AV監督・村西とおるが率いたダイヤモンド映像を代表するAV女優の1人で、1988年に『ロリータエンジェル』でAVデビュー。
当初の芸名は「アキラ」であったが、後に「坂上真琴」に改名。

## 出演作品

### アダルトビデオ
1988年
- ロリータエンジェル （10月1日、ダイヤモンド映像） ※「アキラ」名義、デビュー作
- セクシーレボリューション （12月11日、ダイヤモンド映像） ※「アキラ」名義

1989年
- あぶない天使 （6月26日、ロイヤル・アート）
- 若奥様・真琴 （7月11日、ダイヤモンド映像）
- 弁護士・季実子 （10月1日、ダイヤモンド映像）…共演:松坂季実子 他出演:黒木香、高倉真理子、菊池エリ
- 平成の淫乱 （11月22日、ダイヤモンド映像）
- 女教師・真琴 （ダイヤモンド映像）
- インストラクター・真琴 （ダイヤモンド映像）
- 女医・真琴 （ダイヤモンド映像）
- 抜くぞ!! 大敬七番勝負 パート1 （ダイヤモンド映像）…オムニバス作品 他出演:愛川瞳、青木さえこ、夏木麗子、山口百代、三枝エリ、五月理沙
- 小間使いの日記 （ダイヤンモンド映像）…共演:山口百代 他出演:黒木香
- 鶴巻温泉の紫のバラ （ダイヤモンド映像）
- 坂上真琴 大図鑑 （ダイヤモンド映像）
- 爆裂10 ～興奮120％・超エッチギャルまとめて10人～ （ロイヤル・アート）…他出演:木田彩水、鮎川真理、伊藤さやか、金井由美子、雪村七瀬、結城つかさ、本庄美樹、広瀬未希、望月未来 ※総集編

他

## 書籍

### 写真集
- 坂上真琴写真集　（1990年3月20日、ビックマン、撮影：村西とおる）
- 坂上真琴写真集2 アンダルシアの風　（1990年4月25日、ビックマン、撮影：稲村幸夫）
- 坂上真琴 写真集　（1993年12月、つるが）

### 雑誌
- アップル通信 1989年3月号（表紙）